# Gramercy Park

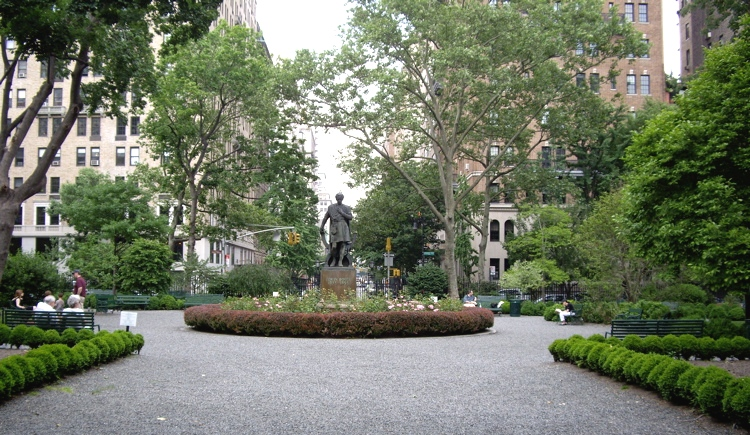
Blick vom Südtor des Gramercy Parks Richtung Norden mit der Statue von Edwin Booth in der Mitte (Mai 2007)

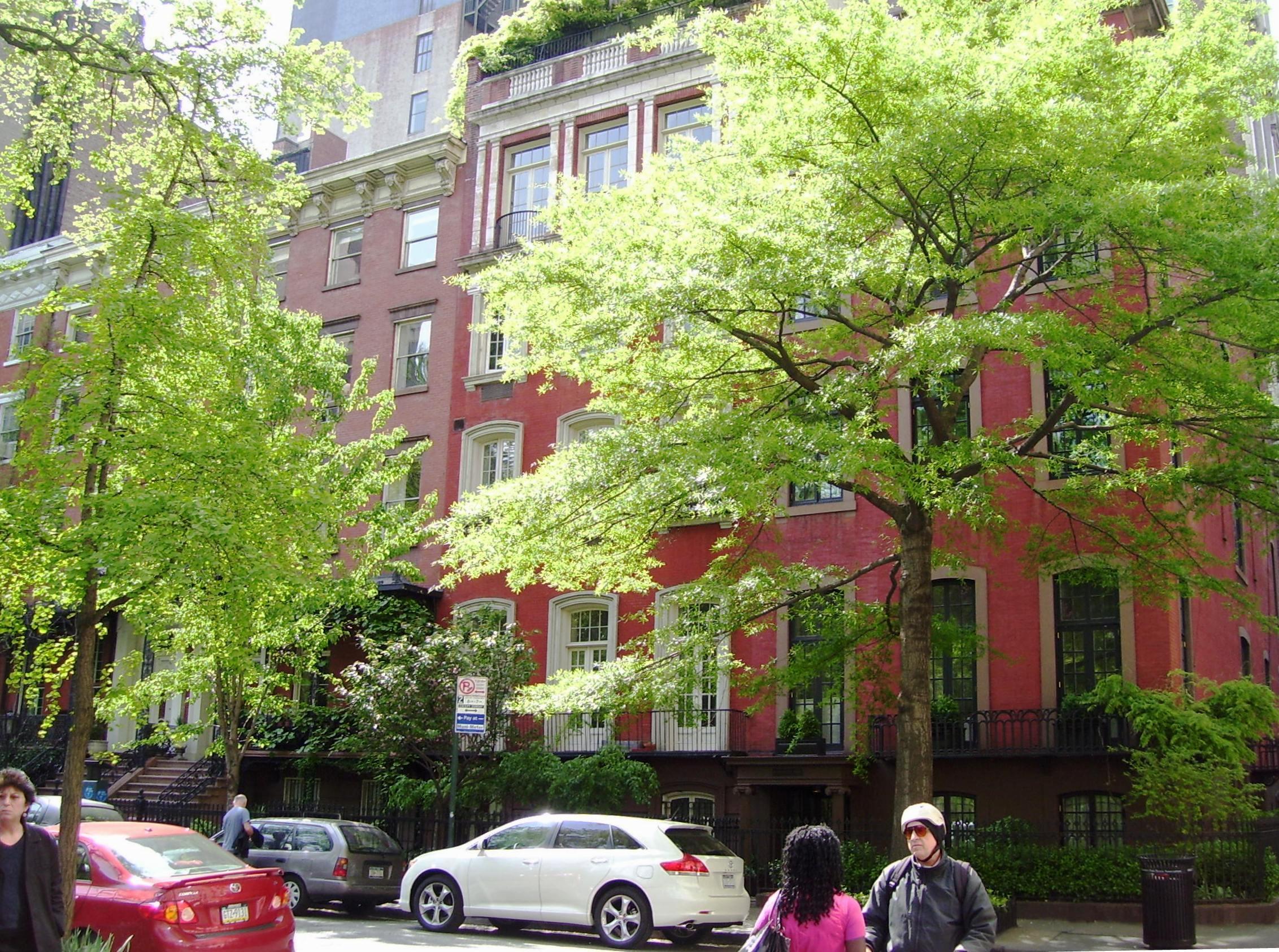
Einige der noch im Original erhaltenen Stadthäuser, die den Park umgeben, wurden zwischen 1844 und 1850 erbaut – wie die hier abgebildeten Hausnummern 1 und 4 Gramercy Park

Gramercy Park ist der Name eines Viertels (auch „Gramercy“ genannt) sowie eines kleinen, eingezäunten Privatparks im New Yorker Stadtbezirk Manhattan in den Vereinigten Staaten.

## Der Park
Der Gramercy Park wurde 1980 als National Historic District in das National Register of Historic Places aufgenommen. Er ist ungefähr 8.000 m² groß und einer von zwei Privatparks in New York City, zu dem nur Anwohner Zugang mit einem Schlüssel haben, die direkt am Park wohnen und einen jährlichen Beitrag zahlen. Der Park ist grundsätzlich nicht für die Allgemeinheit zugänglich, jedoch sind die Bürgersteige um den Park bei Joggern, Spaziergängern und Hundehaltern sehr beliebt.
Mit den Sunnyside Gardens in Queens gibt es noch einen weiteren Privatpark in New York City. Auch hier ist der Park Eigentum der Besitzer der umliegenden Häuser, was im Gramercy Park seit dem 31. Dezember 1831 so festgeschrieben ist. Bewohner der Gebäude, die direkt am Park liegen, können einen Schlüssel für den Park kaufen, der einmal jährlich ausgewechselt wird. Darüber hinaus verfügen auch die Mitglieder des Players Club, des National Arts Club, die Gäste des Gramercy Park Hotels und der Calvary Church über einen Schlüssel zum Park.
Der Gramercy Park wird im Norden und Süden durch die East 21st Street, die am Park Gramercy Park North heißt, und die East 20th Street, die am Park Gramercy Park South heißt, begrenzt. Im Westen und im Osten wird der Park von zwei Querstraßen, der Gramercy Park West und East, eingefasst, die sich zwischen der Park Avenue South und der Third Avenue befinden.
Der Irving Place endet an der Südseite des Gramercy Park. An der gegenüberliegenden Nordseite beginnt die Lexington Avenue, eine wichtige Nord-Süd-Verkehrsachse auf der Ostseite Manhattans.

## Das Viertel

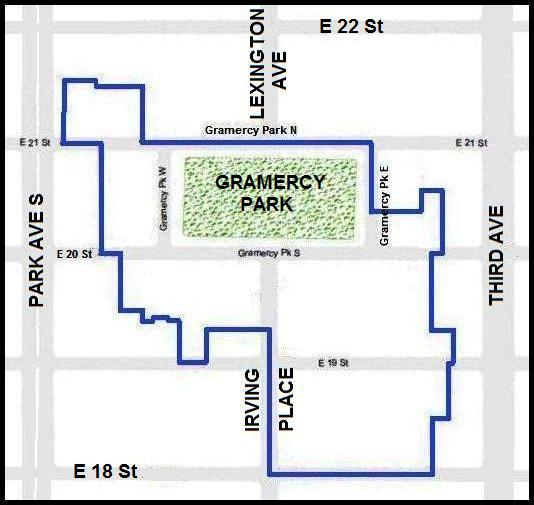
Lage des Gramercy Park Historic District

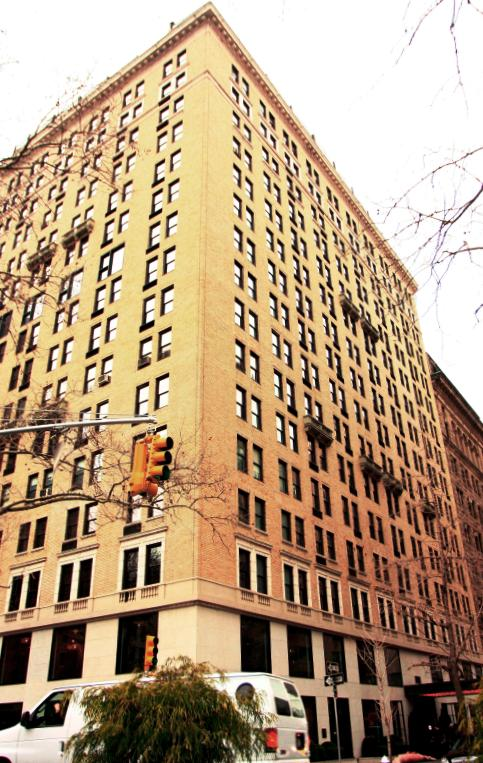
Gramercy Park Hotel

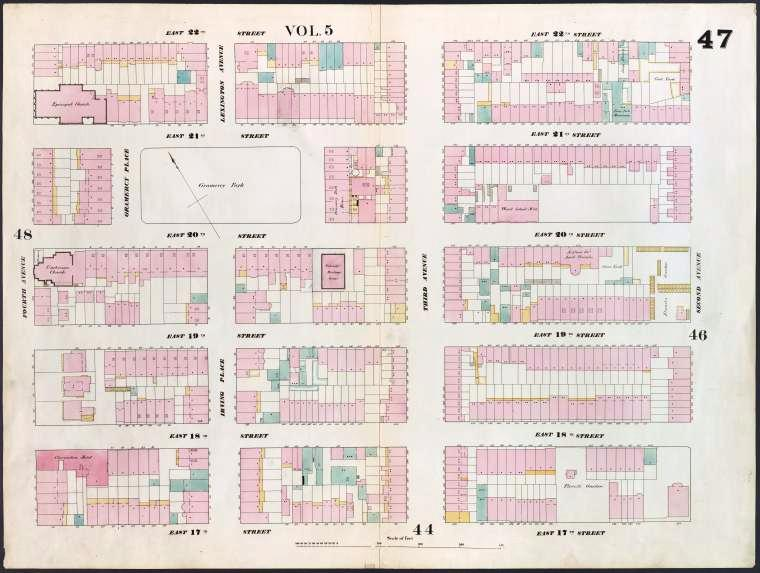
Ein Lageplan der verschiedenen Grundstück um Gramercy Park aus dem Jahre 1853

Der Park bildet die Mitte des Stadtviertels Gramercy bzw. Gramercy Park und des Gramercy Park Historic District. Die Gegend um Gramercy Park befindet sich verwaltungstechnisch im Manhattan Community Board 5 und Manhattan Community Board 6 und gilt als ruhige und sichere Wohngegend. Das Viertel wird grob durch die 14th Street im Süden, die First Avenue im Osten, die 23rd Street im Norden und Park Avenue South im Westen begrenzt. Im Westen von Gramercy Park befinden sich der Flatiron District und Union Square, im Süden Greenwich Village und das East Village, im Osten Stuyvesant Town und Peter Cooper Village, im Nordwesten Rose Hill und im Nordosten Kips Bay.
Als die New York City Landmarks Preservation Commission 1966 den Gramercy Park Historic District ins Leben rief, berief sie sich auf John B. Pines Buch „The Story of Gramercy Park“, wonach der Gramercy Park einer der ersten Stadtplanungsansätze des Landes war. Der Gramercy Park Historic District liegt innerhalb des Viertels Gramercy Park und wurde 1988 erweitert (siehe Infobox). Eine vorgeschlagene Vergrößerung würde weitere 40 Gebäude im Osten und Norden von Gramercy Park an der Lexington Avenue, Park Avenue South, East 22nd Street, East 19th Street und Irving Place einschließen.
Während der Immobilienmarkt in Manhattan sich im permanenten Wandel befindet, ist die Umgebung von Gramercy Park von Kontinuität geprägt. So heißt der Straßenzug zwischen East 19th Street und Third Avenue und Irving Place „Block Beautiful“ aufgrund seiner vielseitigen Architektur und der schönen Stadthäuser mit großzügigen Hinterhöfen und kleineren Apartments.
Das Gramercy Park Hotel wurde 1925 von den Gebrüdern Bing nach einem Entwurf von Robert T. Lions erbaut. 1926 heirateten hier Humphrey Bogart und Helen Menken. 2006 wurde das Hotel vom Hotelier Ian Schrager in Zusammenarbeit mit dem Künstler Julian Schnabel generalüberholt. Das Hotel bietet einen Blick auf den Park, und die Gäste erhalten mit dem Zimmerschlüssel auch einen Schlüssel für den Gramercy Park.

## Geschichte
Das Gebiet um Gramercy Park war ursprünglich ein Sumpf und wurde 1831 von Samuel B. Ruggles (1799–1881) für die Anlage eines Parks im Rahmen der Ausweitung Manhattans Richtung Norden vorgeschlagen. Ruggles erwarb das Gelände, damals eine Farm mit Namen „Gramercy Farm“ von James Duane, einem Nachkommen Peter Stuyvesants. Um das Land bebaubar zu machen, investierte Ruggles 180.000 US-Dollar. Der Sumpf wurde trockengelegt und etwa eine Million Pferdekarren voll Erde mussten bewegt werden. Anschließend erstellte er einen Lageplan „Gramercy Square“ und übertrug den Besitz des Platzes an die Eigentümer der 60 Grundstücke, die er im Umfeld des Platzes ausgewiesen hatte. Zugleich erreichte er, dass 1832 der Board of Aldermen den Park von der Besteuerung befreite.
Gramercy Park war der zweite New Yorker Privatpark nach dem Hudson Square (auch als St. John’s Park bekannt), der von der Trinity-Church-Gemeinde angelegt worden war. Er wurde 1833 eingezäunt, obwohl die Bauarbeiten auf den umliegenden Grundstücken nicht vor den 1840er Jahren begannen. Die erste Bepflanzung des Parks erfolgte 1844.
1863 diente der Gramercy Park als Lager für die Soldaten der Nordstaaten, die die Draft Riots (Einberufungskrawalle) niederschlagen sollten. Diese Unruhen waren in New York ausgebrochen, nachdem die Wehrpflicht eingeführt worden war, von der sich die Oberschicht durch Zahlung von 300 US-Dollar freikaufen konnte. Andere Soldaten biwakierten auf dem nahe gelegenen Stuyvesant Square.
1890 und 1912 wollte man eine Kabelstraßenbahn durch den Park fahren lassen, um Irving Place und Lexington Avenue miteinander zu verbinden, was jedoch beide Male nicht realisiert wurde.
Ende des 19. Jahrhunderts siedelten sich zahlreiche einflussreiche Hilfsorganisationen an der 23rd Street an, von denen manche heute noch hier sind – wie etwa die Federation of Protestant Welfare Agencies. Die Calvary Church am Gramercy Park North unterhält einen Tafelladen, der jede Woche einmal für eine Stunde geöffnet ist. Die Brotherhood-Synagoge am Gramercy Park South war vor dem Sezessionskrieg (1861–1865) ein Begegnungshaus der Quäker (seit 1859) und Teil der Underground Railroad, die Sklaven zur Flucht in die Nordstaaten verhalf.
1983 wurde die 4,5 Tonnen schwere Skulptur „Fantasy Fountain“ des Künstlers Greg Wyatt im Park aufgestellt. 1989 explodierte in der Nähe des Gramercy Park eine unterirdische Dampfleitung. Dabei wurden zwei Mitarbeiter von Consolidated Edison und ein Passant getötet und Schäden in Höhe von mehreren Millionen Dollar an den umliegenden Gebäuden verursacht.
Einmal im Jahr, am „Gramercy Day“, war der Park für die Öffentlichkeit zugänglich, meist am ersten Samstag im Mai. 2007 wurde jedoch bekanntgegeben, dass der Park künftig nicht mehr geöffnet wird.

## Siehe auch

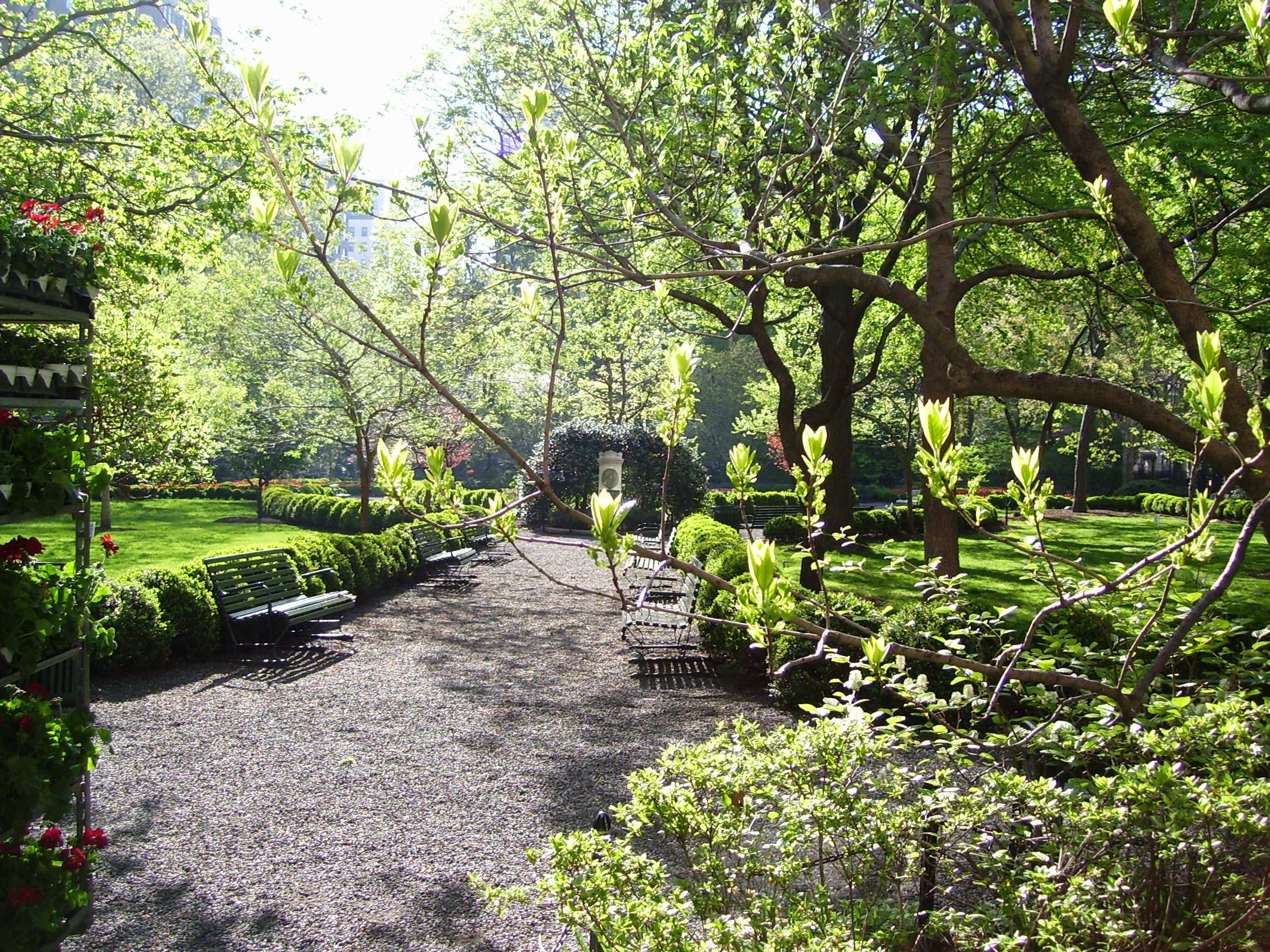
Der Gramercy Park vom Westtor aus gesehen.

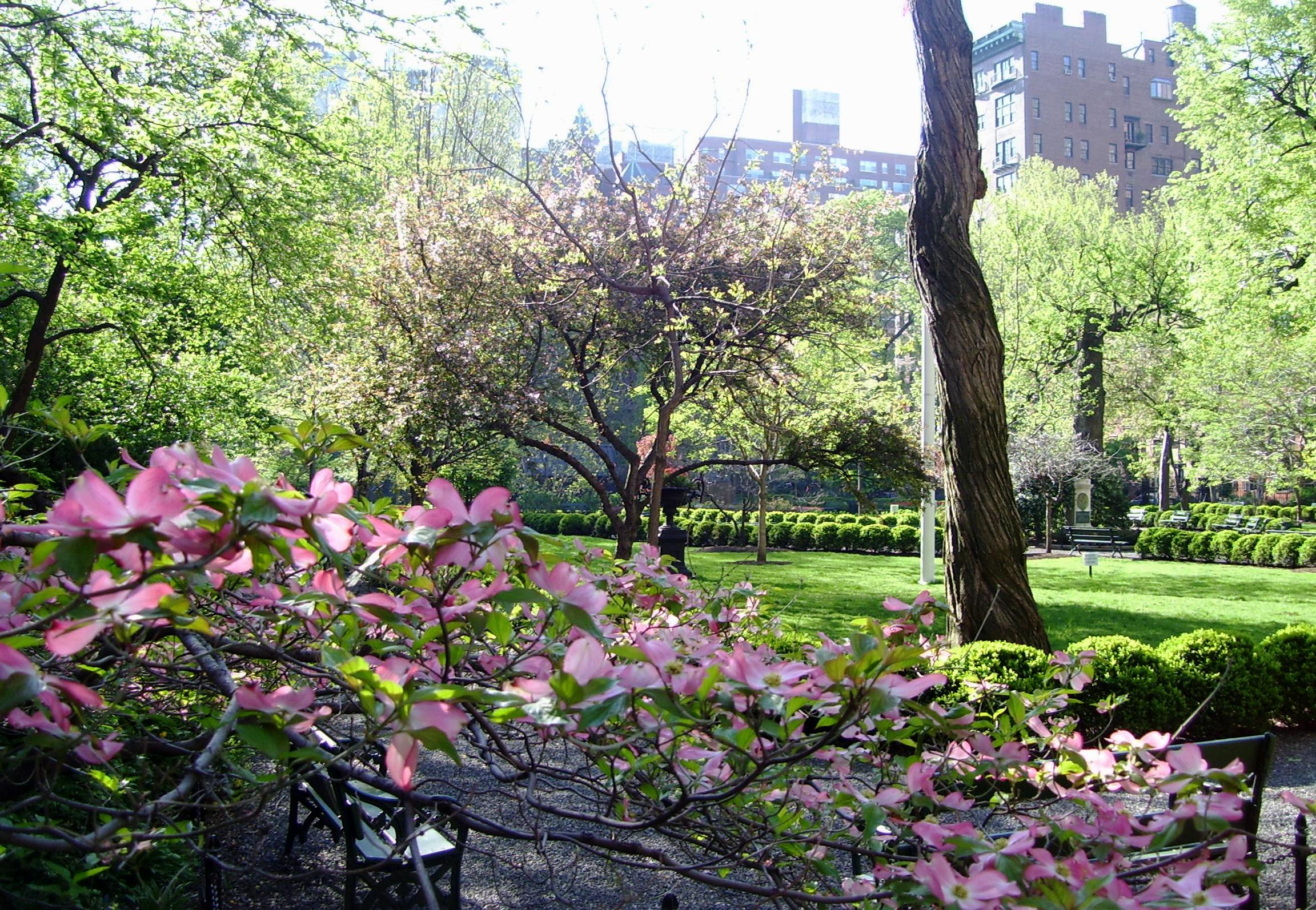
Blick in den Park von der Nordwest-Seite aus.